# Pocruia, Gorj
Pocruia este un sat ce aparține orașului Tismana din județul Gorj, Oltenia, România.

## Personalități
- Vasile Văcaru, senator

## Vezi și
- Biserica de lemn din Pocruia

## Imagini

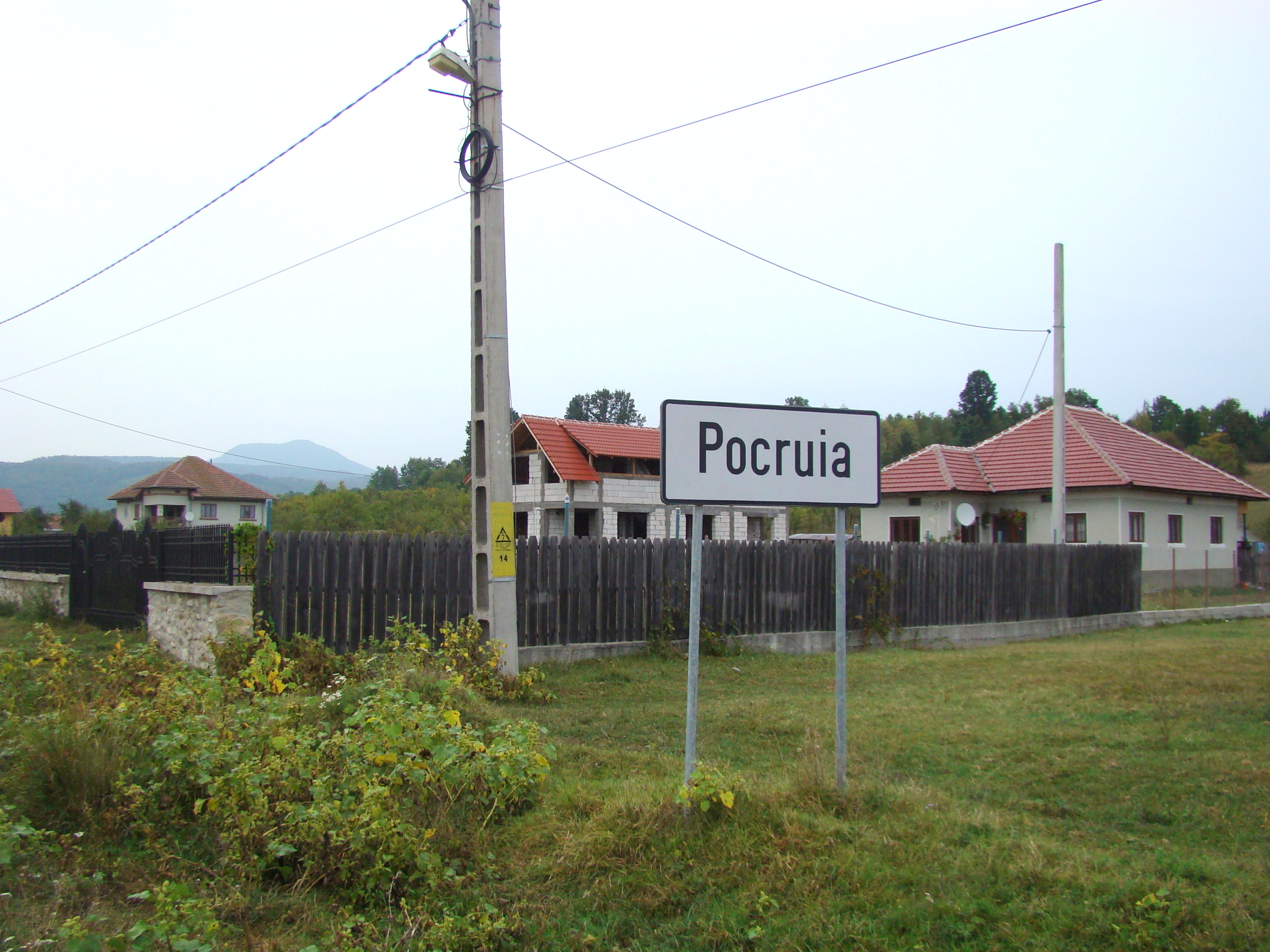
Intrarea în localitate
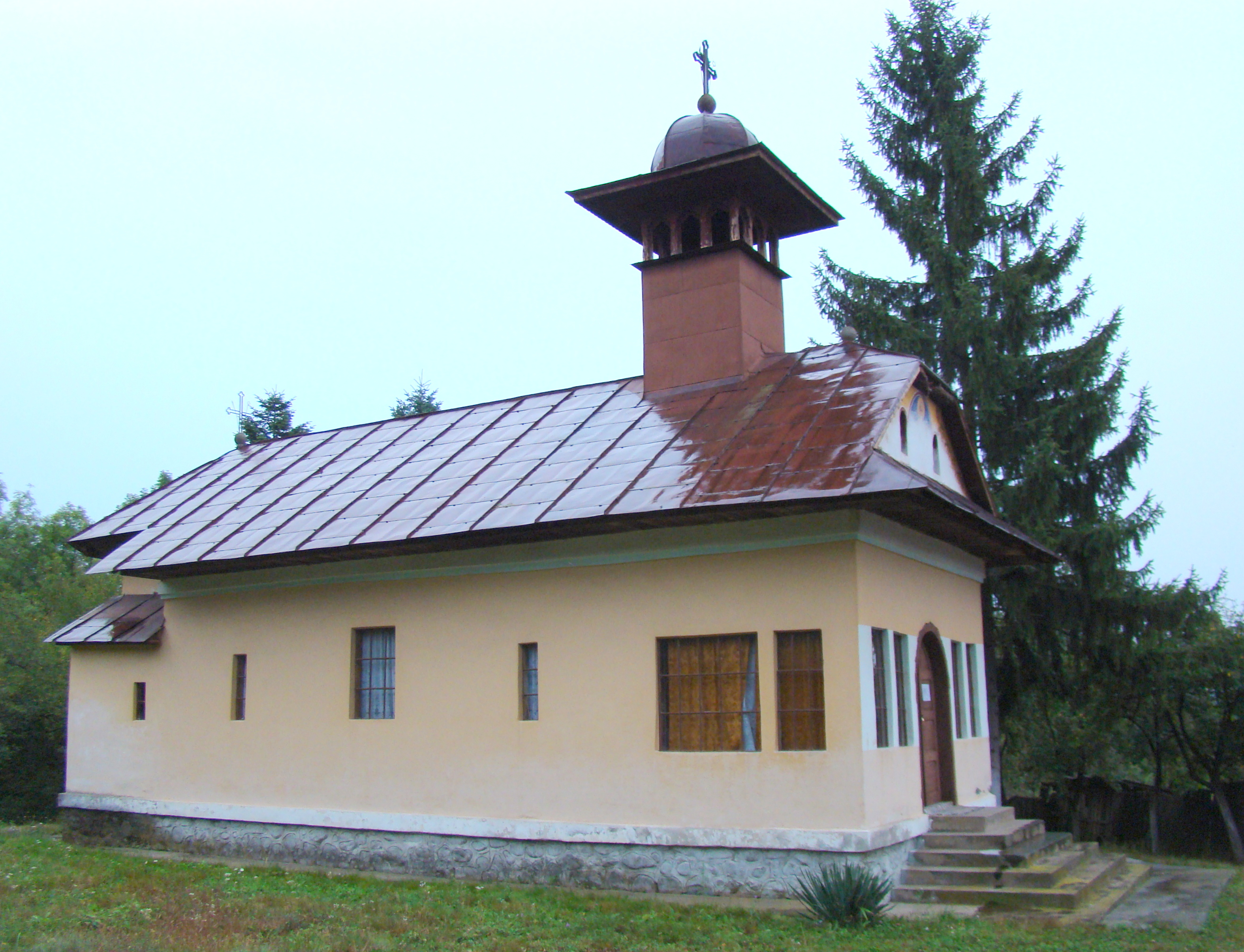
Biserica ortodoxă de zid

 Acest articol despre o localitate din județul Gorj este deocamdată un ciot. Puteți ajuta Wikipedia prin completarea lui.